# Бенедетта (фільм)
«Бенедетта» (англ. «Benedetta») — французько-нідерландський біографічно-драматичний фільм режисера і співсценариста Пола Верговена. Вірджинія Ефір грає роль Бенедетти Карліні, послушниці 17 століття, яка йдея до італійського монастиря і там розпочинає романтичні стосунки з іншою жінкою.
Фільм заснований на документальній книзі 1986 року Immodest Acts — The life of a lesbian nun in Renaissance Italy від Джудіт К. Бравн.

## Сюжет
Черниця XVII століття в Італії потерпає через тривожні релігійні та еротичні видіння. Їй допомагає компаньйонка, і взаємини між двома жінками переростають у роман.

## У ролях
- Віржині Ефіра у ролі Бенедетта Карліні
- Ламбер Вільсон у ролі Нунціо
- Дафна Патакія у ролі Бартоломея
- Олів'є Рабурден
- Клотільд Куро
- Шарлотта Ремплінґ
- Ерве П'єр
- Луїза Шевильотт
- Ніколас Гаспар

## Виробництво

### Розробка
Після критичного та комерційного успіху його попереднього фільму «Вона» (2016), режисер, Пол Верговен розробив кілька проєктів, серед яких був один про Ісуса, заснований на його власній книзі «Ісус з Назарету», другий — про французький опір Другої світової війни, та третій — за сценарієм Жан-Клод Кар'єр про середньовічну історію, дії якої відбуваються у монастирі. 25 квітня 2017 року продюсер Саїд Бен Саід заявив, що третю концепцію обрали як наступний проєкт Верговена Тоді фільм назвали Blessed Virgin і це ознаменувало другу співпрацю продюсера з режисером (після фільму Вона). Джерард Соєтеман, який працював з Верговеном у восьми попередніх фільмах, серед яких «Турецьке захоплення» (1973), «Четверта людина» (1983) та «Чорна книга» (2006), замінив Кар'єра на адаптацію белетристичної книги «Безсмертні акти: Життя лесбійської черниці», дія якої відбувається в ренесансній Італії, авторства історикині Джудіт К. Браун, що вийшла 1986 року. Зрештою, Соєтеман відсторонився від проєкту, і його ім'я прибрали з титрів, оскільки він вважав, що надто багато історії було зосереджено на сексуальності.
Бельгійська акторка Віржині Ефіра, яка грала другорядну роль побожної католички у стрічці Вона, отримала головну роль Бенедетти Карліні, черниці 17 століття, що потерпає через релігійні та еротичні видіння. 25 березня 2018 року Саїд Бен Саїд оголосив, що Верговен остаточно дописав проєкт разом з Девідом Бірке, який раніше писав сценарій до фільму Вона. Джудіт К. Браун заявила, що «Пол Верговен та Девід Бірке написали образний та заклинальний сценарій, який досліджує перетин релігії, сексуальності та людських амбіцій в епоху чуми та віри».
3 квітня 2018 року Ламберт Вілсон повідомив французькій газеті Le Journal du Dimanche, що він має роль у фільмі. 1 травня 2018 року «Deadline Hollywood» заявило, що Шарлотта Рамплінг вступила в переговори, щоб зіграти ключову допоміжну роль. 4 травня 2018 року було оголошено, що фільм був перейменований у Benedetta. Хоч Верговен сподівався переконати Ізабель Юппер зіграти допоміжну роль у фільмі, але 31 травня 2018 року продюсер Саїд Бен Саід заявив, що акторка не приєднується до акторського складу проєкту. Бен Саїд також підтвердив, що у фільмі також знімались Луїза Шевілотта, Олів'є Рабурдін, Клотільда Курау та Герве П'єр.

### Фільмування
Основний знімальний процес розпочалася 19 липня 2018 року у Монтепульчано, Італія. Фільмування також проходило у Валь-д'Орчі та Беваньї (теж в Італії), а також в абатстві Сільвакан та Ле-Торонет (абатство) у Франції.

## Випуск
16 лютого 2018 року The Hollywood Reporter оголосило, що Pathé буде продюсувати та розповсюджувати фільм у Франції, а також здійснюватиме міжнародну дистриб'юцію. 29 серпня 2018 року Pathé і SBS Productions опублікували перший кадр з фільму.
Хоч спочатку повідомлялося, що фільм дебютуватиме на Каннському кінофестивалі 2019 року, але 14 січня 2019 року Pathé оголосило, що випуск фільму був відкладений на 2021 рік, додавши як пояснення те, що постпродукція фільму затягнулася, через одужання Верговена після операції на стегні.